# Yo te amé
«Yo Te Ame» es el segundo sencillo del cantante, Compositor y Actor Venezolano Gabriel Coronel, y pertenece al álbum Desnudo del artista.

## Video musical
El video musical fue grabado en el histórico Teatro Flamingo de Miami Beach un ambiente muy romántico y se ve el cantante vestido con un chaleco y tocando una Guitarra y escribiendo en un papel.

## Lista de canciones
Descarga digital
1. Yo Te Ame – 3:51